# 1964-es labdarúgó-Európa-bajnokság (selejtező)
Az 1964-es labdarúgó-Európa-bajnokság selejtezőjét 1962-től 1964-ig játszották. A selejtező három fordulós volt, egyenes kieséses rendszerben. A csapatok oda-visszavágós rendszerben mérkőztek meg egymással. Ha a két mérkőzés utáni összessített állás egyenlő volt, akkor egy újabb mérkőzésre került sor. A negyeddöntő győztesei jutott be az Európa-bajnokság záró szakaszába.

## Játékvezetők
- Gilbert Bowman
- Werner Bergmann
- Josef Kandlbinder
- Pieter Paulus Roomer
- Andries van Leeuwen
- Cesare Jonni
- Raoul Righi
- Giuseppe Adami
- Rosario Lo Bello
- Arnold Nilsen
- Frede Hansen
- Einer Poulsen
- Bertil Lööw
- Johan Einar Boström
- Othmar Huber
- Daniel Mellet
- Kevin Howley
- John Keith Taylor
- James Finney
- Arthur Holland
- Jórgosz Pelómisz
- Alois Obtulovic
- Vicente Antonio Caballero
- José María Ortiz de Mendíbil
- Semih Zoroğlu
- Faruk Talu
- Henri Fauxheux
- Marcel Bois
- Pierre Schwinte
- Joseph Barbéran
- Jozef Kowal
- Ryszard Banasiuk
- Sammy Spillane
- Joaquim dos Campos
- Szergej Andrejevics Alimov
- Pjotr Andrejevics Belov
- Balla Károly
- Gere Gyula
- Antoine Blavier
- Lucien van Nuffel
- Gérard Versyp
- Dimitar Rumencsev
- Karl Kainer
- Joseph Cassar Naudi
- Borče Nedelkovski

## Első forduló

### Párosítások
| 1. csapat     | Össz.Tooltip Aggregate score | 2. csapat      | 1. mérk. | 2. mérk. | 3. mérk. |
| ------------- | ---------------------------- | -------------- | -------- | -------- | -------- |
| Norvégia      | 1–3                          | Svédország     | 0–2      | 1–1      |          |
| Görögország   | mérkőzés nélkül              | Albánia        | —        | —        |          |
| Dánia         | 9–2                          | Málta          | 6–1      | 3–1      |          |
| Írország      | 5–3                          | Izland         | 4–2      | 1–1      |          |
| Anglia        | 3–6                          | Franciaország  | 1–1      | 2–5      |          |
| Lengyelország | 0–4                          | Észak-Írország | 0–2      | 0–2      |          |
| Spanyolország | 7–3                          | Románia        | 6–0      | 1–3      |          |
| Jugoszlávia   | 4–2                          | Belgium        | 3–2      | 1–0      |          |
| Bulgária      | 5–4                          | Portugália     | 3–1      | 1–3      | 1–0      |
| Magyarország  | 4–2                          | Wales          | 3–1      | 1–1      |          |
| Hollandia     | 4–2                          | Svájc          | 3–1      | 1–1      |          |
| NDK           | 3–2                          | Csehszlovákia  | 2–1      | 1–1      |          |
| Olaszország   | 7–0                          | Törökország    | 6–0      | 1–0      |          |

### Mérkőzések
| 1962. június 21. 19:15 |

| Norvégia | 0–2               | Svédország         |
| -------- | ----------------- | ------------------ |
|          | (0–2) Jegyzőkönyv | Martinsson 10' 40' |

| Ullevaal Stadion, Oslo Nézőszám: 28 249 Játékvezető: Gilbert Bowman (skót) |

| 1962. november 4. 13:00 |

| Svédország   | 1–1               | Norvégia  |
| ------------ | ----------------- | --------- |
| Eriksson 49' | (0–0) Jegyzőkönyv | Krogh 60' |

| Malmö Stadion, Malmö Nézőszám: 8726 Játékvezető: Werner Bergmann (NDK) |

Svédország jutott tovább 3–1-es összesítéssel.
| 1962. június 21. |

| Görögország | mérkőzés nélkül | Albánia |
| ----------- | --------------- | ------- |
|             | Jegyzőkönyv     |         |

|  |

| 1963. március 31. |

| Albánia | mérkőzés nélkül | Görögország |
| ------- | --------------- | ----------- |
|         | Jegyzőkönyv     |             |

|  |

Görögország visszalépett a sorozattól, miután Albániával sorsolták össze az előselejtezőben.
| 1962. június 28. 19:00 |

| Dánia                                                      | 6–1               | Málta        |
| ---------------------------------------------------------- | ----------------- | ------------ |
| O. Madsen 9' 14' 49' Clausen 22' Enoksen 71' Bertelsen 80' | (3–0) Jegyzőkönyv | Theobald 57' |

| Idratsparken, Koppenhága Nézőszám: 10 622 Játékvezető: Pieter Paulus Roomer (holland) |

| 1962. december 8. 14:00 |

| Málta      | 1–3               | Dánia                                        |
| ---------- | ----------------- | -------------------------------------------- |
| Urpani 39' | (1–2) Jegyzőkönyv | O. Madsen 14' Christiansen 42' Bertelsen 47' |

| Empire Stadion, Gżira Nézőszám: 6987 Játékvezető: Raoul Righi (olasz) |

Dánia jutott tovább 9–2-es összesítéssel.
| 1962. augusztus 12. 15:00 |

| Írország                               | 4–2               | Izland             |
| -------------------------------------- | ----------------- | ------------------ |
| Tuohy 11' Fogarty 41' Cantwell 65' 76' | (2–1) Jegyzőkönyv | R. Jónsson 37' 86' |

| Dalymount Park, Dublin Nézőszám: 19 848 Játékvezető: Robert Ernest Smith (walesi) |

| 1962. szeptember 2. 16:30 |

| Izland      | 1–1               | Írország  |
| ----------- | ----------------- | --------- |
| Árnason 59' | (0–1) Jegyzőkönyv | Tuohy 38' |

| Laugardalsvöllur, Reykjavík Nézőszám: 9014 Játékvezető: Birger Nielsen (norvég) |

Írország jutott tovább 5–3-as összesítéssel.
| 1962. október 3. 19:45 |

| Anglia                 | 1–1               | Franciaország |
| ---------------------- | ----------------- | ------------- |
| Flowers 57' (11-esből) | (0–1) Jegyzőkönyv | Goujon 8'     |

| Hillsborough, Sheffield Nézőszám: 35 380 Játékvezető: Frede Hansen (dán) |

| 1963. február 27. 20:45 |

| Franciaország                              | 5–2               | Anglia                 |
| ------------------------------------------ | ----------------- | ---------------------- |
| Wisniewski 3' 75' Douis 32' Cossou 43' 82' | (3–0) Jegyzőkönyv | Smith 57' Tambling 74' |

| Parc des Princes, Párizs Nézőszám: 23 986 Játékvezető: Josef Kandlbinder (NSZK) |

Franciaország jutott tovább 6–3-as összesítéssel.
| 1962. október 10. 15:30 |

| Lengyelország | 0–2               | Észak-Írország           |
| ------------- | ----------------- | ------------------------ |
|               | (0–1) Jegyzőkönyv | Dougan 17' Humphries 54' |

| Stadion Śląski, Chorzów Nézőszám: 31 500 Játékvezető: Bertil Lööw (svéd) |

| 1962. november 28. 19:45 |

| Észak-Írország         | 2–0               | Lengyelország |
| ---------------------- | ----------------- | ------------- |
| Crossan 8' Bingham 63' | (1–0) Jegyzőkönyv |               |

| Windsor Park, Belfast Nézőszám: 28 833 Játékvezető: Othmar Huber (svájci) |

Észak-Írország jutott tovább 4–0-s összesítéssel.
| 1962. november 11. 20:45 |

| Spanyolország                                             | 6–0               | Románia |
| --------------------------------------------------------- | ----------------- | ------- |
| Guillot 7' 27' 70' Veloso 9' Collar 17' Macri 81' (öngól) | (4–0) Jegyzőkönyv |         |

| Santiago Bernabéu stadion, Madrid Nézőszám: 45 000 Játékvezető: Kevin Howley (angol) |

| 1962. november 25. 13:00 |

| Románia                               | 3–1               | Spanyolország |
| ------------------------------------- | ----------------- | ------------- |
| Tataru 2' Manolache 8' Constantin 61' | (2–0) Jegyzőkönyv | Veloso 70'    |

| Stadionul, Bukarest Nézőszám: 72 762 Játékvezető: Jórgosz Pelómisz (görög) |

Spanyolország jutott tovább 7–3-as összesítéssel.
| 1962. november 4. 14:15 |

| Jugoszlávia                            | 3–2               | Belgium                 |
| -------------------------------------- | ----------------- | ----------------------- |
| Skoblar 12' 32' (11-esből) Vasović 89' | (2–1) Jegyzőkönyv | Stockman 26' Jurion 58' |

| Stadion JNA, Belgrád Nézőszám: 25 430 Játékvezető: Alois Obtulovic (csehszlovák) |

| 1963. március 31. 16:00 |

| Belgium | 0–1               | Jugoszlávia |
| ------- | ----------------- | ----------- |
|         | (0–1) Jegyzőkönyv | Galić 21'   |

| Heysel Stadion, Brüsszel Nézőszám: 24 583 Játékvezető: Vicente Antonio Caballero (spanyol) |

Jugoszlávia jutott tovább 4–2-es összesítéssel.
| 1962. november 7. 13:00 |

| Bulgária                    | 3–1               | Portugália  |
| --------------------------- | ----------------- | ----------- |
| Aszparuhov 65' 76' Diev 84' | (0–0) Jegyzőkönyv | Eusébio 49' |

| Vaszil Levszki Stadion, Szófia Nézőszám: 31 318 Játékvezető: Semih Zoroğlu (török) |

| 1962. december 16. 21:00 |

| Portugália                | 3–1               | Bulgária   |
| ------------------------- | ----------------- | ---------- |
| Hernâni 4' 27' Coluna 54' | (2–0) Jegyzőkönyv | Ilijev 83' |

| Estádio do Restelo, Lisszabon Nézőszám: 25 836 Játékvezető: Henri Fauxheux (francia) |

Összesítésben 4–4 lett, ezért harmadik mérkőzést játszottak.
| 1963. január 23. 14:30 |

| Bulgária       | 1–0               | Portugália |
| -------------- | ----------------- | ---------- |
| Aszparuhov 87' | (0–0) Jegyzőkönyv |            |

| Olimpiai Stadion, Róma Nézőszám: 2336 Játékvezető: Giuseppe Adami (olasz) |

Bulgária jutott tovább 5–4-es összesítéssel.
| 1962. november 7. 14:00 |

| Magyarország                   | 3–1               | Wales      |
| ------------------------------ | ----------------- | ---------- |
| Albert 5' Tichy 34' Sándor 48' | (2–1) Jegyzőkönyv | Medwin 19' |

| Népstadion, Budapest Nézőszám: 40 000 Játékvezető: Jozef Kowal (lengyel) |

| 1963. március 20. 19:15 |

| Wales                | 1–1               | Magyarország         |
| -------------------- | ----------------- | -------------------- |
| Jones 23' (11-esből) | (1–0) Jegyzőkönyv | Tichy 77' (11-esből) |

| Ninian Park, Cardiff Nézőszám: 30 413 Játékvezető: Sammy Spillane (ír) |

Magyarország jutott tovább 4–2-es összesítéssel.
| 1962. november 11. 14:30 |

| Hollandia                              | 3–1               | Svájc      |
| -------------------------------------- | ----------------- | ---------- |
| van der Linden 11' Swart 74' Groot 76' | (1–1) Jegyzőkönyv | Hertig 42' |

| Olimpiai Stadion, Amszterdam Nézőszám: 64 350 Játékvezető: Joaquim dos Campos (portugál) |

| 1963. március 31. 15:00 |

| Svájc        | 1–1               | Hollandia  |
| ------------ | ----------------- | ---------- |
| Allemann 37' | (1–1) Jegyzőkönyv | Kruiver 6' |

| Wankdorfstadion, Bern Nézőszám: 31 794 Játékvezető: Josef Kandlbinder (NSZK) |

Hollandia jutott tovább 4–2-es összesítéssel.
| 1962. november 21. 14:00 |

| NDK                                | 2–1               | Csehszlovákia |
| ---------------------------------- | ----------------- | ------------- |
| Erler 60' Liebrecht 80' (11-esből) | (0–0) Jegyzőkönyv | Kučera 90'    |

| Walter Ulbricht Stadion, Kelet-Berlin Nézőszám: 22 077 Játékvezető: Szergej Andrejevics Alimov (szovjet) |

| 1963. március 31. 15:30 |

| Csehszlovákia | 1–1               | NDK          |
| ------------- | ----------------- | ------------ |
| Mašek 66'     | (0–0) Jegyzőkönyv | P. Ducke 85' |

| Strahov Stadion, Prága Nézőszám: 19 504 Játékvezető: Balla Károly (magyar) |

Az NDK jutott tovább 3–2-es összesítéssel.
| 1962. december 2. 14:30 |

| Olaszország                            | 6–0               | Törökország |
| -------------------------------------- | ----------------- | ----------- |
| Rivera 15' 47' Orlando 22' 29' 35' 85' | (4–0) Jegyzőkönyv |             |

| Stadio Comunale, Bologna Nézőszám: 26 553 Játékvezető: Lucien van Nuffel (belga) |

| 1963. március 27. 13:30 |

| Törökország | 0–1               | Olaszország |
| ----------- | ----------------- | ----------- |
|             | (0–0) Jegyzőkönyv | Sormani 86' |

| BJK Inönü Stadion, Isztambul Nézőszám: 27 290 Játékvezető: Dimitar Rumencsev (bolgár) |

Olaszország jutott tovább 7–0-s összesítéssel.

## Nyolcaddöntők

### Párosítások
| 1. csapat     | Össz.Tooltip Aggregate score | 2. csapat      | 1. mérk. | 2. mérk. |
| ------------- | ---------------------------- | -------------- | -------- | -------- |
| Spanyolország | 2–1                          | Észak-Írország | 1–1      | 1–0      |
| Jugoszlávia   | 2–3                          | Svédország     | 3–2      | 0–0      |
| Dánia         | 4–1                          | Albánia        | 4–0      | 0–1      |
| Hollandia     | 2–3                          | Luxemburg      | 1–1      | 1–2      |
| Ausztria      | 2–3                          | Írország       | 0–0      | 2–3      |
| Bulgária      | 2–3                          | Franciaország  | 1–0      | 1–3      |
| Szovjetunió   | 3–1                          | Olaszország    | 2–0      | 1–1      |
| NDK           | 4–5                          | Magyarország   | 1–2      | 3–3      |

### Mérkőzések
| 1963. május 30. |

| Spanyolország | 1–1               | Észak-Írország |
| ------------- | ----------------- | -------------- |
| Amancio 60'   | (0–0) Jegyzőkönyv | W. Irvine 76'  |

| San Mamés Stadion, Bilbao Nézőszám: 27 960 Játékvezető: Cesare Jonni (olasz) |

| 1963. október 30. |

| Észak-Írország | 0–1               | Spanyolország |
| -------------- | ----------------- | ------------- |
|                | (0–0) Jegyzőkönyv | Gento 66'     |

| Windsor Park, Belfast Nézőszám: 45 809 Játékvezető: Andries van Leeuwen (holland) |

Spanyolország jutott tovább 2–1-es összesítéssel.
| 1963. június 19. |

| Jugoszlávia | 0–0         | Svédország |
| ----------- | ----------- | ---------- |
|             | Jegyzőkönyv |            |

| Stadion JNA, Belgrád Nézőszám: 45 098 Játékvezető: Karl Kainer (osztrák) |

| 1963. szeptember 18. |

| Svédország               | 3–2               | Jugoszlávia           |
| ------------------------ | ----------------- | --------------------- |
| Persson 30' 60' Bild 72' | (1–1) Jegyzőkönyv | Zambata 21' Galić 64' |

| Malmö Stadion, Malmö Nézőszám: 20 774 Játékvezető: John Keith Taylor (angol) |

Svédország jutott tovább 3–2-es összesítéssel.
| 1963. június 29. |

| Dánia                                                      | 4–0               | Albánia |
| ---------------------------------------------------------- | ----------------- | ------- |
| Petersen 18' (11-esből) Madsen 25' Clausen 36' Enoksen 49' | (3–0) Jegyzőkönyv |         |

| Idratsparken, Koppenhága Nézőszám: 26 640 Játékvezető: Johan Einar Boström (svéd) |

| 1963. október 30. |

| Albánia | 1–0               | Dánia |
| ------- | ----------------- | ----- |
| Pano 3' | (1–0) Jegyzőkönyv |       |

| Qemal Stafa Stadion, Tirana Nézőszám: 27 765 Játékvezető: Joseph Cassar Naudi (máltai) |

Dánia jutott tovább 4–1-es összesítéssel.
| 1963. szeptember 11. |

| Hollandia  | 1–1               | Luxemburg |
| ---------- | ----------------- | --------- |
| Nuninga 5' | (1–1) Jegyzőkönyv | May 33'   |

| Olimpiai Stadion, Amszterdam Nézőszám: 36 523 Játékvezető: Antoine Blavier (belga) |

| 1963. október 30. |

| Luxemburg      | 2–1               | Hollandia   |
| -------------- | ----------------- | ----------- |
| Dimmer 20' 67' | (1–1) Jegyzőkönyv | Kruiver 35' |

| De Kuip Stadion, Rotterdam Nézőszám: 42 385 Játékvezető: Marcel Bois (francia) |

Luxemburg jutott tovább 3–2-es összesítéssel.
| 1963. szeptember 25. |

| Ausztria | 0–0         | Írország |
| -------- | ----------- | -------- |
|          | Jegyzőkönyv |          |

| Praterstadion, Bécs Nézőszám: 26 741 Játékvezető: Gere Gyula (magyar) |

| 1963. október 13. |

| Írország                                | 3–2               | Ausztria                |
| --------------------------------------- | ----------------- | ----------------------- |
| Cantwell 45' 89' (11-esből) Fogarty 66' | (1–1) Jegyzőkönyv | Koleznik 38' Flögel 85' |

| Dalymount Park, Dublin Nézőszám: 39 963 Játékvezető: Einer Poulsen (dán) |

Írország jutott tovább 3–2-es összesítéssel.
| 1963. szeptember 29. |

| Bulgária | 1–0               | Franciaország |
| -------- | ----------------- | ------------- |
| Diev 24' | (1–0) Jegyzőkönyv |               |

| Vaszil Levszki Stadion, Szófia Nézőszám: 25 947 Játékvezető: Faruk Talu (török) |

| 1963. október 26. |

| Franciaország             | 3–1               | Bulgária    |
| ------------------------- | ----------------- | ----------- |
| Goujon 44' 81' Herbin 78' | (1–0) Jegyzőkönyv | Jakimov 75' |

| Parc des Princes, Párizs Nézőszám: 32 233 Játékvezető: José María Ortiz de Mendíbil (spanyol) |

Franciaország jutott tovább 3–2-es összesítéssel.
| 1963. október 13. |

| Szovjetunió                   | 2–0               | Olaszország |
| ----------------------------- | ----------------- | ----------- |
| Ponedelnik 22' Csiszlenko 42' | (2–0) Jegyzőkönyv |             |

| Central Lenin Stadion, Moszkva Nézőszám: 102 358 Játékvezető: Ryszard Banasiuk (lengyel) |

| 1963. november 10. |

| Olaszország | 1–1               | Szovjetunió  |
| ----------- | ----------------- | ------------ |
| Rivera 89'  | (0–1) Jegyzőkönyv | Guszarov 33' |

| Olimpiai Stadion, Róma Nézőszám: 69 567 Játékvezető: Daniel Mellet (svájci) |

A Szovjetunió jutott tovább 3–1-es összesítéssel.
| 1963. október 19. |

| NDK         | 1–2               | Magyarország        |
| ----------- | ----------------- | ------------------- |
| Nöldner 51' | (0–1) Jegyzőkönyv | Bene 18' Rákosi 88' |

| Walter Ulbricht Stadion, Kelet-Berlin Nézőszám: 33 383 Játékvezető: Pjotr Andrejevics Belov (szovjet) |

| 1963. november 3. |

| Magyarország                               | 3–3               | NDK                             |
| ------------------------------------------ | ----------------- | ------------------------------- |
| Bene 7' Sándor 17' Solymosi 51' (11-esből) | (2–2) Jegyzőkönyv | Heine 12' R.Ducke 26' Erler 81' |

| Népstadion, Budapest Nézőszám: 35 382 Játékvezető: Borče Nedelkovski (jugoszláv) |

Magyarország jutott tovább 5–4-es összesítéssel.

## Negyeddöntők

### Párosítások
| 1. csapat     | Össz.Tooltip Aggregate score | 2. csapat    | 1. mérk. | 2. mérk. | 3. mérk. |
| ------------- | ---------------------------- | ------------ | -------- | -------- | -------- |
| Luxemburg     | 5–6                          | Dánia        | 3–3      | 2–2      | 0–1      |
| Spanyolország | 4–2                          | Írország     | 5–1      | 2–0      |          |
| Franciaország | 2–5                          | Magyarország | 1–3      | 1–2      |          |
| Svédország    | 2–4                          | Szovjetunió  | 1–1      | 1–3      |          |

### Mérkőzések
| 1963. december 4. |

| Luxemburg              | 3–3               | Dánia             |
| ---------------------- | ----------------- | ----------------- |
| Pilot 1' Klein 23' 52' | (2–2) Jegyzőkönyv | Madsen 9' 31' 46' |

| Stade Municipal, Luxembourg Nézőszám: 6921 Játékvezető: Pierre Schwinte (francia) |

| 1963. december 10. |

| Dánia          | 2–2               | Luxemburg              |
| -------------- | ----------------- | ---------------------- |
| Madsen 16' 70' | (1–1) Jegyzőkönyv | Leónard 13' Schmit 84' |

| Idratsparken, Koppenhága Nézőszám: 36 294 Játékvezető: Joseph Barbéran (francia) |

Összesítésben 5–5 lett, ezért harmadik mérkőzésre került sor.
| 1963. december 18. |

| Dánia      | 1–0               | Luxemburg |
| ---------- | ----------------- | --------- |
| Madsen 41' | (1–0) Jegyzőkönyv |           |

| Olimpiai Stadion, Amszterdam Nézőszám: 5700 Játékvezető: Pieter Paulus Roomer (holland) |

A Dánia jutott tovább 6–5-ös összesítéssel.
| 1964. március 11. |

| Spanyolország                                        | 5–1               | Írország   |
| ---------------------------------------------------- | ----------------- | ---------- |
| Amancio 12' 29' Fusté 15' Marcelino Martínez 33' 89' | (4–1) Jegyzőkönyv | McEvoy 22' |

| Estadio Ramón Sánchez Pizjuán, Sevilla Nézőszám: 27 137 Játékvezető: Lucien van Nuffel (belga) |

| 1964. április 8. |

| Írország | 0–2               | Spanyolország   |
| -------- | ----------------- | --------------- |
|          | (0–1) Jegyzőkönyv | Zaballa 25' 88' |

| Dalymount Park, Dublin Nézőszám: 38 027 Játékvezető: Gérard Versyp (belga) |

Spanyolország jutott tovább 7–1-es összesítéssel.
| 1964. április 25. |

| Franciaország | 1–3               | Magyarország             |
| ------------- | ----------------- | ------------------------ |
| Cossou 73'    | (0–2) Jegyzőkönyv | Albert 15' Tichy 16' 70' |

| Stade Olympique, Colombes Nézőszám: 35 274 Játékvezető: Cesare Jonni (olasz) |

| 1964. május 23. |

| Magyarország       | 2–1               | Franciaország |
| ------------------ | ----------------- | ------------- |
| Sipos 24' Bene 55' | (1–1) Jegyzőkönyv | Combin 2'     |

| Népstadion, Budapest Nézőszám: 70 120 Játékvezető: Concetto Lo Bello (olasz) |

Magyarország jutott tovább 5–2-es összesítéssel.
| 1964. május 13. |

| Svédország | 1–1               | Szovjetunió |
| ---------- | ----------------- | ----------- |
| Hamrin 88' | (0–0) Jegyzőkönyv | Ivanov 62'  |

| Råsunda Stadion, Solna Nézőszám: 36 937 Játékvezető: James Finney (angol) |

| 1964. május 27. |

| Szovjetunió                     | 3–1               | Svédország |
| ------------------------------- | ----------------- | ---------- |
| Ponedelnik 32' 56' Voronyin 83' | (1–0) Jegyzőkönyv | Hamrin 78' |

| Central Lenin Stadion, Moszkva Nézőszám: 99 609 Játékvezető: Arthur Holland (angol) |

A Szovjetunió jutott tovább 4–2-es összesítéssel.

## Továbbjutók
Dánia, Magyarország, Spanyolország és a Szovjetunió jutott be az 1964-es Európa-bajnokság zárókörébe.